# Ronald Gaastra
Ronald Gaastra (Den Bosch, 18 juli 1959) is een Nederlands zwemtrainer die werkzaam is in België.

## Biografie
Gaastra was actief als zwemmer bij De Dommelbaarzen in Vught. Vanaf 1982 werd hij trainer van beloftevolle zwemmers, eerst als assistent coach bij BZV Solar (Den Bosch) en daarna als hoofdtrainer van MZ&PC in Maastricht. In 1989 ging hij aan de slag als technisch directeur voor de Vlaamse Zwemfederatie waarin hij onder meer met Brigitte Becue en Frédérik Deburghgraeve een talentvolle generatie onder zijn hoede nam. Deburghgraeve behaalde op de Olympische Zomerspelen 1996 in Atlanta een gouden medaille. 
Tegenwoordig is Gaastra begeleider van topzwemmers Pieter Timmers, Kimberly Buys en Glenn Surgeloose. Hij was tot voor kort trainer van het Belgische nationale zwemteam, hij werd opgevolgd door Rik Valcke.